# Лувенський католицький університет
Лувенський католицький університет (офіційна назва Université catholique de Louvain) — найбільший франкомовний університет Бельгії. Розташований в університетському містечку Лувен-ла-Нев, а також у Брюсселі, Шарлеруа, Монсі, Турне та Намюрі. З вересня 2018 року університет використовує бренд UCLouvain.
Першопочатково Universitas Lovaniensis засновано в центрі історичного міста Левен (або Лувен) у 1425 році, що робить його першим університетом Бельгії та Нижніх країн. Після закриття в 1797 р. у Наполеонівський період, Левенський католицький університет був «перезаснований» у 1834 році, і його часто, хоч і суперечливо, ідентифікують як правонаступника старшої установи.AБ У 1968 р. Левенський католицький університет розділився на нідерладськомовний Katholieke Universiteit Leuven, яка залишився в Левені, і французькомовний Université catholique de Louvain, який переїхав до Лувен-ла-Нев у Валлонії, за 30 км на південний схід від Брюсселя.
UCLouvain часто входить до 50 найкращих світових установ з вивчення філософії та 20 найкращих інститутів теології та релігієзнавства.

## Значущі люди

### Викладачі
- Пол Паскон[en], соціолог

### Випускники
Випускники після 1968 року:
- Антоніу Монтейру (1944—2016), суддя і перший демократично обраний президент Кабо-Верде
- Вітольд Белевич[en] (1921—1999), математик
- Девід Пейн[en] (1944—1944), політичний діяч
- Пал Скуласон[en] (1945—1985), філософ та колишній ректор Ісландського університету
- Рональд Ролхайзер[en] (1947–), президент Облатської теологічної школи, Сан-Антоніо, Техас
- Філіпп Ван Парейс [en] (1951––), філософ і економіст
- Жан-Паскаль ван Юперселе, (1957––) кліматолог
- Олі Ілунга Каленга[en], (1960-), міністр охорони здоров'я Демократичної Республіки Конго
- Жоель Мілке[en] (1961–), юрист, політичний діяч
- Рафаель Корреа (1963–), експрезидент Еквадору
- Меріеллен Фуллертон[en], юрист, професор і виконувачка обов'язків декана юридичної школи в Брукліні
- Веронік Гувернер[en] (1964–), професор хімії
- Крістіан Арнспергер[fr] (1966–), економіст
- Дяб Абу Джаджа[en] (1971––), лівансько-бельгійський політичний активіст
- Королева Бельгії Матільда (1973–)
- Грегорі Полет[en] (1978–), французькомовний бельгійський письменник, лауреат кількох літературних премій
- Софі Варні[en] (1969––), бельгійська дослідниця Антарктики
- Арнуд де Прет де Калесберг [en], комерційні науки, InBev
- Карлос Ларрайн[en], президент Національного оновлення (Чилі)
- Тьєррі Браспеннінг Бальзак[en], професор політичних наук та міжнародних відносин
- Вера Сонгве[en], економістка
- Нор Мохамед Якоп [en], (1947-) малайзійський політик, міністр Малайзії в департаменті прем'єр-міністра, який відповідає за відділ економічного планування